# Copa del Mundo de Rugby 7 de 1993
La Copa del Mundo de Rugby 7 de 1993 fue la 1° edición de la Copa del Mundo de Rugby 7, organizada por la World Rugby (WR).
Se jugó en la ciudad de Edimburgo, Escocia en el Estadio Murrayfield.

## Fase de grupos
| Colores claves en las tablas de grupos | Colores claves en las tablas de grupos                  |
| -------------------------------------- | ------------------------------------------------------- |
|                                        | Los equipos avanzaron a los cuartos de final de la Copa |
|                                        | Los equipos avanzaron a las semifinales de Plata        |
|                                        | Los equipos avanzaron a las semifinales de Bowl         |

### Grupo A
| Equipo    | Pj | G | E | P | PF  | PC  | +/−  | Pts |
| --------- | -- | - | - | - | --- | --- | ---- | --- |
| Sudáfrica | 5  | 5 | 0 | 0 | 175 | 43  | 132  | 15  |
| Fiyi      | 5  | 4 | 0 | 1 | 150 | 60  | 90   | 13  |
| Gales     | 5  | 3 | 0 | 2 | 135 | 78  | 57   | 11  |
| Japón     | 5  | 2 | 0 | 3 | 67  | 118 | -51  | 9   |
| Rumania   | 5  | 1 | 0 | 4 | 44  | 133 | −89  | 7   |
| Letonia   | 5  | 0 | 0 | 5 | 29  | 168 | −139 | 5   |

### Grupo B
| Equipo         | Pj | G | E | P | PF  | PC  | +/−  | Pts |
| -------------- | -- | - | - | - | --- | --- | ---- | --- |
| Nueva Zelanda  | 5  | 5 | 0 | 0 | 157 | 24  | 133  | 15  |
| Irlanda        | 5  | 4 | 0 | 1 | 128 | 45  | 83   | 13  |
| Corea del Sur  | 5  | 3 | 0 | 2 | 80  | 98  | -18  | 11  |
| Francia        | 5  | 2 | 0 | 3 | 62  | 71  | -9   | 9   |
| Estados Unidos | 5  | 1 | 0 | 4 | 62  | 105 | −43  | 7   |
| Países Bajos   | 5  | 0 | 0 | 5 | 33  | 179 | −146 | 5   |

### Grupo C
| Equipo       | Pj | G | E | P | PF  | PC  | +/−  | Pts |
| ------------ | -- | - | - | - | --- | --- | ---- | --- |
| Tonga        | 5  | 4 | 0 | 1 | 117 | 34  | 83   | 13  |
| Australia    | 5  | 4 | 0 | 1 | 143 | 29  | 114  | 13  |
| Argentina    | 5  | 3 | 0 | 2 | 67  | 81  | -14  | 11  |
| Escocia      | 5  | 3 | 0 | 2 | 96  | 64  | 32   | 11  |
| Italia       | 5  | 1 | 0 | 4 | 41  | 123 | −82  | 7   |
| China Taipéi | 5  | 0 | 0 | 5 | 24  | 157 | −133 | 5   |

### Grupo D
| Equipo     | Pj | G | E | P | PF  | PC  | +/−  | Pts |
| ---------- | -- | - | - | - | --- | --- | ---- | --- |
| Samoa      | 5  | 5 | 0 | 0 | 193 | 31  | 162  | 15  |
| Inglaterra | 5  | 4 | 0 | 1 | 138 | 38  | 100  | 13  |
| España     | 5  | 2 | 0 | 3 | 59  | 114 | -55  | 9   |
| Canadá     | 5  | 2 | 0 | 3 | 75  | 87  | -12  | 9   |
| Hong Kong  | 5  | 1 | 0 | 4 | 43  | 161 | −118 | 7   |
| Namibia    | 5  | 1 | 0 | 4 | 55  | 132 | −77  | 7   |

## Etapa eliminatoria

### Bowl
|  | Semifinales | Semifinales |       |         | Final | Final |  |
|  |             |             |       |         |       |       |  |
|  |             |             |       |         |       |       |  |
|  | Francia     | 7           |       |         |       |       |  |
|  | Francia     | 7           |       |         |       |       |  |
|  | Escocia     | 14          |       |         |       |       |  |
|  | Escocia     | 14          |       | Escocia | 19    |       |  |
|  |             |             |       | Escocia | 19    |       |  |
|  |             |             | Japón | 33      |       |       |  |
|  | Japón       | 14          | Japón | 33      |       |       |  |
|  | Japón       | 14          |       |         |       |       |  |
|  | Canadá      | 0           |       |         |       |       |  |
|  | Canadá      | 0           |       |         |       |       |  |
|  |             |             |       |         |       |       |  |

### Plata
|  | Semifinales   | Semifinales |           |        | Final | Final |  |
|  |               |             |           |        |       |       |  |
|  |               |             |           |        |       |       |  |
|  | Gales         | 7           |           |        |       |       |  |
|  | Gales         | 7           |           |        |       |       |  |
|  | España        | 10          |           |        |       |       |  |
|  | España        | 10          |           | España | 12    |       |  |
|  |               |             |           | España | 12    |       |  |
|  |               |             | Argentina | 19     |       |       |  |
|  | Argentina     | 24          | Argentina | 19     |       |       |  |
|  | Argentina     | 24          |           |        |       |       |  |
|  | Corea del Sur | 0           |           |        |       |       |  |
|  | Corea del Sur | 0           |           |        |       |       |  |
|  |               |             |           |        |       |       |  |

## Cuartos de final
| Colores claves en las tablas de grupos | Colores claves en las tablas de grupos         |
| -------------------------------------- | ---------------------------------------------- |
|                                        | Los equipos avanzaron a semifinales de la Copa |

### Grupo E
| Equipo  | Pj | G | E | P | PF | PC | +/− | Pts |
| ------- | -- | - | - | - | -- | -- | --- | --- |
| Fiyi    | 4  | 3 | 0 | 0 | 66 | 26 | 40  | 9   |
| Irlanda | 4  | 2 | 0 | 1 | 38 | 43 | -5  | 7   |
| Samoa   | 3  | 1 | 0 | 2 | 54 | 38 | 16  | 5   |
| Tonga   | 3  | 0 | 0 | 3 | 26 | 77 | −51 | 3   |

### Grupo F
| Equipo        | Pj | G | E | P | PF | PC | +/− | Pts |
| ------------- | -- | - | - | - | -- | -- | --- | --- |
| Australia     | 4  | 2 | 0 | 1 | 28 | 59 | -31 | 7   |
| Inglaterra    | 4  | 2 | 0 | 1 | 47 | 40 | 7   | 7   |
| Sudáfrica     | 3  | 1 | 0 | 2 | 43 | 35 | 8   | 5   |
| Nueva Zelanda | 3  | 1 | 0 | 2 | 68 | 52 | 16  | 5   |

### Cup
|  | Semifinales | Semifinales |            |           | Final | Final |  |
|  |             |             |            |           |       |       |  |
|  |             |             |            |           |       |       |  |
|  | Irlanda     | 19          |            |           |       |       |  |
|  | Irlanda     | 19          |            |           |       |       |  |
|  | Australia   | 21          |            |           |       |       |  |
|  | Australia   | 21          |            | Australia | 17    |       |  |
|  |             |             |            | Australia | 17    |       |  |
|  |             |             | Inglaterra | 21        |       |       |  |
|  | Inglaterra  | 21          | Inglaterra | 21        |       |       |  |
|  | Inglaterra  | 21          |            |           |       |       |  |
|  | Fiyi        | 7           |            |           |       |       |  |
|  | Fiyi        | 7           |            |           |       |       |  |
|  |             |             |            |           |       |       |  |

| Campeón Inglaterra 1.º título |